# ویلکسبورو (کارولینای شمالی)
ویلکسبورو (به انگلیسی: Wilkesboro) شهری در ایالت کارولینای شمالی کشور ایالات متحده آمریکا است که جمعیت آن در سرشماری سال ۲۰۱۰ میلادی، ۳٬۴۱۳ نفر بوده‌است.